# Nick Vujicic
Nicholas James Vujicic (Melbourne, 4 de dezembro de 1982) é um evangelista, palestrante motivacional e diretor da Life Without Limbs. Nascido sem pernas e braços devido a rara síndrome Tetra-amelia, Vujicic viveu uma vida de dificuldades e privações ao longo de sua infância. No entanto, ele conseguiu superar essas dificuldades e, aos dezessete anos, iniciou sua própria organização sem fins lucrativos chamada Life Without Limbs (em português:  Vida sem Membros). Depois da escola, Vujicic frequentou a faculdade e se formou com uma bi diplomação. Deste ponto em diante, ele começou suas viagens como um palestrante motivacional e sua vida atraiu mais e mais a cobertura da mídia de massa. Atualmente, ele dá palestras regularmente sobre vários assuntos tais como a deficiência, a esperança e o sentido da vida. Atualmente Nick tem quatro filhos.

## Biografia
Filho primogênito de uma família sérvia, Nick Vujicic nasceu em Melbourne, Austrália, com a rara desordem Tetra-amelia: sem membros, faltando os dois braços na altura dos ombros, e sem pernas, mas com dois pés pequenos, um dos quais com dois dedos. Inicialmente, seus pais ficaram arrasados, mas Vujicic era saudável.

### Crescimento
Sua vida foi cheia de dificuldades e privações. Ele foi proibido por lei estadual de Victoria de frequentar uma escola regular por causa de sua deficiência física, mesmo ele não sendo um deficiente mental. Durante a sua escolaridade, as leis foram mudadas, e Vujicic foi um dos primeiros estudantes deficientes físicos a ser integrado numa escola regular. Ele aprendeu a escrever usando os dois dedos do pé esquerdo, e um dispositivo especial que deslizava sobre o dedão do pé que ele usa para agarrar. Ele também aprendeu a usar um computador, jogar bolas de tênis, pentear o cabelo, escovar os dentes, atender o telefone, fazer a barba e obter um copo de água.
Infância
Como sofreu bullying, Vujicic cresceu muito deprimido e, aos oito anos de idade, começou a contemplar o suicídio por tentar se afogar porem diz o homem que escutou a voz de Deus pedindo para ele subir então ele conseguiu subir e assim a sua mãe o puxou da água e o tirou e foi assim que não perdeu a sua vida. Depois de implorar a Deus para crescer os braços e pernas, Nick finalmente começou a perceber que suas realizações foram inspiradoras para muitas pessoas e começou a agradecer por estar vivo. A grande mudança em sua vida foi quando sua mãe lhe mostrou um artigo de jornal sobre um homem lidando com uma grave deficiência. Isso o levou a perceber que ele não era o único que lidava com grandes problemas. Quando ele tinha dezessete anos, ele começou a dar palestras em seu grupo de oração, e, finalmente, começou a sua organização sem fins lucrativos, a Life Without Limbs( em português: Vida sem Membros) .

## Carreira
Nick se formou na universidade com 21 anos de idade com uma bidiplomação em Contabilidade e Planejamento Financeiro. Ele começou suas viagens como um palestrante motivacional, enfocando os temas que os adolescentes de hoje enfrentam. Ele fala também no setor corporativo, embora seu objetivo seja se tornar um palestrante internacional de inspiração, com cristãos e não cristãos locais. Ele viaja regularmente para outros países para falar às congregações cristãs, escolas e reuniões empresariais. Ele já fez palestras para mais de três milhões de pessoas até agora, em mais de 24 países nos cinco continentes (África, Ásia, Austrália, América do Sul e América do Norte).
Vujicic promove o seu trabalho através de programas de televisão como o The Oprah Winfrey Show, bem como por escrito. Seu primeiro livro é intitulado Life Without Limits: Inspiration for a Ridiculously Good Life (em português:  Vida Sem Limites: Inspiração para uma vida Ridiculamente Boa) (Random House, 2010).
Seu DVD motivacional, um grande objetivo de vida, está disponível no site Life Without Limbs. A maior parte do DVD foi filmado em 2005, com um breve documentário sobre sua vida em casa e como ele faz as coisas sem seus membros. A segunda parte do DVD foi filmada em sua igreja local, em Brisbane, Austrália, e foi um dos seus primeiros discursos motivacionais profissionais. Um DVD para os jovens é intitulado: No Arms, No Legs, No Worries: Youth Version. Seus discursos motivacionais podem ser vistos no Premiere Speakers Bureau Website. Vujicic atualmente vive na Califórnia, Estados Unidos.
Vujicic deu sua primeira entrevista de televisão para todo o mundo, apresentada na ABC, com Bob Cummings, em 28 de março de 2008. Ele apareceu no curta metragem "Butterfly Circus".

## Passagens pelo Brasil
No dia 20 de outubro de 2013, Nick veio pela primeira vez no Brasil, e exclusivamente a Belo Horizonte, trazido pela organização sem fins lucrativos Christianitatis, realizando duas ministrações cristãs nas igrejas da Lagoinha, e Igreja Batista Central, IBC-BH. Mais de 15 mil pessoas compareceram gratuitamente aos dois eventos. Uma semana antes do evento, pela primeira vez na TV brasileira, Nick foi tema de uma reportagem especial do Domingo Espetacular da Rede Record, com uma audiência estimada de mais de 10 milhões de telespectadores.
Nick veio novamente ao Brasil em dezembro de 2016, em uma série de palestras motivacionais no Rio de Janeiro, Belo Horizonte, Fortaleza, São Paulo e Porto Alegre. Nessa ocasião, ele participou dos programas Encontro com Fátima Bernardes e Caldeirão do Huck, ambos da Rede Globo.